# Sofia Louise de Mecklenburg-Schwerin
Sofia Louisa de Mecklenburg-Schwerin (6 mai 1685 - 29 iulie 1735) a fost a treia soție a regelui Frederic I al Prusiei. A fost al patrulea copil al Ducelui de Mecklenburg, Frederic și a Christinei Wilhelmine deHesse-Homburg.

## Biografie
Căsătoria Sofiei Louisa a fost aranjată de puternicul prim-ministru prusac Johann Kasimir Kolbe von Wartenberg, care a făcut presiuni asupra regelui să se căsătorească de dragul succesiunii după ce a rămas văduv pentru a doua oară. La început, după căsătorie, ea a fost cunoscută sub numele de "Mecklenburg Venus", dar în curând ea s-a înstrăinat de viața de la curtea prusacă trăind la Berlin. 
Nu a primit nici o educație cu excepția muzicii și a francezei, a fost descrisă ca fiind introvertită și serioasă, și, prin urmare nu a fost capabilă să-și înlocuiască predecesoarea la curte. Ea, împreună cu Mademoiselle Gravenitz, a făcut încercări de a-l convinge pe Frederic să se convertească de la credința reformată la credința luterană, care în cele din urmă a dus la certuri severe în cuplu.
Rivala ei, Catharina Rickers, a fost atât soția contelui von Wartenberg cât și amanta regelui. Sub influența lui August Hermann Francke, Sofia s-a refugiat în pietism. În cele din urmă, a căzut în depresie profundă și nu și-a mai putut îndeplini îndatoririle regale. În ianuarie 1713, cu doar câteva săptămâni înainte de moartea ei, Frederic a trimis-o înapoi la familia ei. De atunci, Sofia Louise a trăit la Grabow și la moartea ei a fost înmormântată la Schwerin.
1. ↑  „Sofia Louise de Mecklenburg-Schwerin”, Gemeinsame Normdatei, accesat în 30 decembrie 2014
2. 1 2 3  „Sofia Louise de Mecklenburg-Schwerin”, Gemeinsame Normdatei, accesat în 2 aprilie 2015